# Piuí fumat
El piuí fumat (Contopus fumigatus) és un ocell de la família dels tirànids (Tyrannidae).

## Hàbitat i distribució
Viu als clars del bosc, i boscos oberts a turons i muntanyes des de Colòmbia, nord i sud de Veneçuela i oest de Guyana, cap al sud, a través dels Andes de l'Equador, Perú i centre i sud-est de Bolívia fins al nord-oest de l'Argentina.